# Torvrävspindel
Torvrävspindel (Hypselistes jacksoni) är en spindelart som först beskrevs av O. Pickard-Cambridge 1902.  Torvrävspindel ingår i släktet Hypselistes och familjen täckvävarspindlar. Arten är reproducerande i Sverige. Inga underarter finns listade i Catalogue of Life.